# Пак Чонхён
Пак Чон Хён (кор. 박정현; род. 14 ноября 2000 года, более известная как Сиён) — южнокорейская певица и рэперша. Являлась вокалисткой и рэпером гёрл-группы Pristin.

## Биография
Пак Чонхён родилась 14 ноября 2000 года в Аняне, Южная Корея. В детстве она появлялась в различных рекламных роликах, в том числе в видео безопасности для Korean Air. Чонхён также играла эпизодические роли в таких фильмах, как «Три тысячи учебных проблем: Отец и сын» (2004) и «Труп» (2007). Будучи ещё совсем маленькой, она прошла прослушивание в Pledis Entertainment и стажировалась на протяжении девяти лет, прежде чем официально дебютировать. Как трейни, Чонхён появлялась в видеоклипах After School и Orange Caramel.

## Карьера

### 2015−16:Produce 101

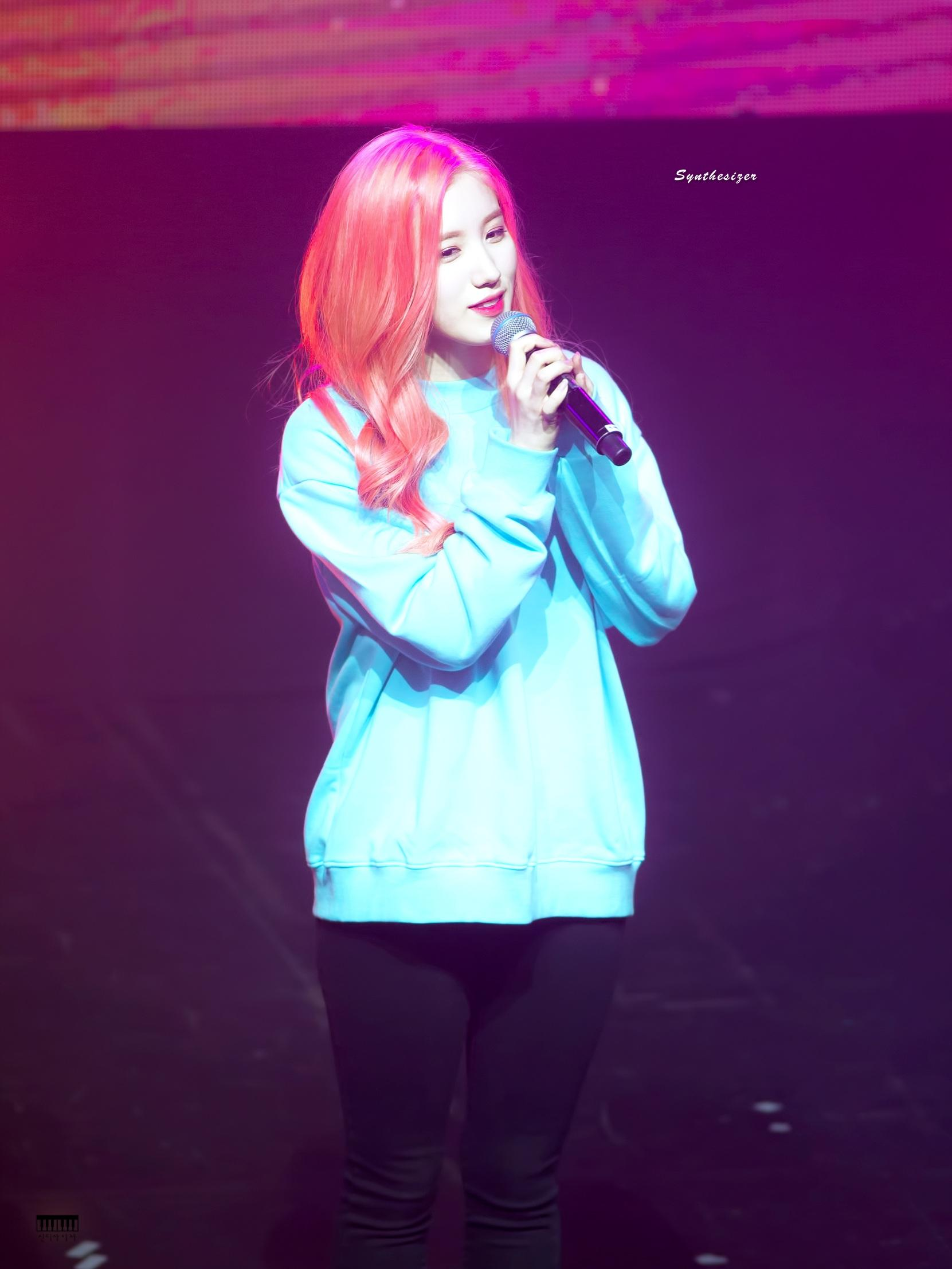
Сиён на концерте BYE&HI, январь 2017 года

В конце 2015 года развлекательный телеканал Mnet, один из крупнейших в Корее, решил запустить собственное шоу на выживание, получившее название «Подготовка 101» (англ. Produce 101). Ранее в том же году руководство работало над аналогичным проектом с Пак Чин Ёном, и в результате была сформирована гёрл-группа TWICE. Основной целью шоу было из 101 трейни 46 развлекательных корейских компаний выбрать 11 лучших, которые в итоге дебютируют в составе временной женской группы. Pledis Entertainment заявил сразу 7 участниц: Наён, Кёлькён, Минкён (Роа), Кёнвон (Юха) и Ыну. Чонхён же участвовала в конкурсе как Пак Сиён. Сиён не удалось дебютировать в I.O.I, но её коллегам по агентству Наён и Кёлькён удалось попасть в окончательный состав, заняв 6 и 10 места соответственно.
Пока Наён и Кёлькён были заняты в продвижении I.O.I, Сиён объединилась с другими трейни Pledis (в том числе исключёнными из шоу), и они начали представлять себя публике как Pledis Girlz, выступая на концертах. Два шоу прошли при участии участниц I.O.I, так как они тоже являлись частью этой предебютной команды. 27 июня они выпустили промосингл «We», участие в создании которого принимали самостоятельно.

### 2017−настоящее время: Дебют в Pristin и сольная деятельность
6 января 2017 года Pledis Girlz провели свой последний концерт в предебютном составе, и там же объявили новое название — Pristin. Дебют состоялся 21 марта с мини-альбомом Hi! Pristin. Сиён заняла позиции вокалистки и рэпера. В апреле она стала ведущей музыкального шоу Music Core с Ыну из Astro. 24 мая 2019 года Pledis Entertainment подтвердили расформирование группы после двух лет существования. Все участницы, за исключением Кёлькён, Сонён и Йеханы расторгли свои контракты с агентством.
В мае 2020 года Пак объявила через свой аккаунт в Instagram, что продолжит карьеру актрисы и будет работать над независимым фильмом. Позже Пак подписала контракт с Soo Yeon Kang Entertainment в июле 2020 года.

## Фильмография
| Год  |   | Русское название                       | Оригинальное название                | Роль             |
| ---- | - | -------------------------------------- | ------------------------------------ | ---------------- |
| 2004 | ф | Три тысячи учебных проблем: Отец и сын | Father and Son: The Story of Mencius | Камео            |
| 2007 | ф | Труп                                   | The Cut                              | Сонхва в детстве |

### Реалити-шоу
| Год       | Название        | Роль            |
| --------- | --------------- | --------------- |
| 2010      | Создавая судьбу | Санын в детстве |
| 2016      | Подготовка 101  | Участница       |
| 2017-2018 | Music Core      | Ведущая с Ыну   |